# Duits voetbalkampioenschap 1907/08
1907/08 was het zesde Duitse voetbalkampioenschap ingericht door de DFB.
Dit jaar was er een primeur, voor het eerst nam er een club uit het noordoosten van het keizerrijk deel. In 1907 werd de Baltische Rasensport-Verband opgericht die het noordoosten van het land moest dekken. Het Duitse voetbalrijk werd nu in zeven regio's ingedeeld, een indeling die tot 1933 stand hield.
Uit Berlijn nam opnieuw slechts één team deel. Net als in het voorgaande seizoen namen de kampioenen van de VBB en MFB het tegen elkaar op, Viktoria won met 4-3 van Berliner FC Norden-Nordwest en plaatste zich voor het tweede jaar op rij. De nieuw opgericht derde bond uit Berlijn Berliner Ballspiel-Bund (BBB) kreeg geen mogelijkheid om een deelnemer in te zenden.

## Deelnemers aan de eindronde
| Club                         | Gekwalificeerd als               |
| ---------------------------- | -------------------------------- |
| VfB Königsberg               | Kampioen van Noordoost-Duitsland |
| VfR 1897 Breslau             | Kampioen van Zuidoost-Duitsland  |
| Berliner TuFC Viktoria 89    | Kampioen van Berlijn             |
| FC Wacker Leipzig            | Kampioen van Midden-Duitsland    |
| FC Eintracht 95 Braunschweig | Kampioen van Noord-Duitsland     |
| Duisburger SpV               | Kampioen van West-Duitsland      |
| FC Stuttgarter Cickers       | Kampioen van Zuid-Duitsland      |
| Freiburger FC                | Titelverdediger                  |

## Eindronde

### Kwartfinale
| Datum       | Teams                        | Teams | Teams                     | Uitslag           | Stadion                           |
| 3 mei 1908  | Freiburger FC                | –     | FC Stuttgarter Cickers    | 1:0 (geannuleerd) | Pforzheim, Platz des 1. FCP       |
| 3 mei 1908  | VfR 1897 Breslau             | –     | FC Wacker Leipzig         | 1:3 (1:0)         | Breslau, Platz des VfR            |
| 3 mei 1908  | VfB Königsberg               | –     | Berliner TuFC Viktoria 89 | 0:7 (0:5)         | Koningsbergen, Walter-Simon-Platz |
| 3 mei 1908  | FC Eintracht 95 Braunschweig | –     | Duisburger SpV            | 0:1 (0:0)         | Hamburg, Sportplatz Hoheluft      |
| 17 mei 1908 | Freiburger FC                | –     | FC Stuttgarter Cickers    | 2:5 (1:4)         | Karlsruhe, Platz des KFV          |

De wedstrijd Freiburg-Stuttgart van 3 mei werd door de bond geannuleerd omdat de Freiburgers het veld vroegtijdig verlaten hadden nadat Stuttgart protesteerde tegen een scheidsrechterlijke beslissing. 
Breslau kwam via een strafschop van Fritz Langer voor in de 38ste minuut. Alexander Palm maakte in de 62ste minuut de gelijkmaker. In de 72ste minuut zette Kurt Gräfner Leipzig op voorsprong en vijf minuten later scoorde Otto Reislant de 1-3. 
VfB Königsberg was de eerste vertegenwoordiger van Noordoost-Duitsland maar was een maatje te klein voor Viktoria Berlin. Aan de rust stond het al 5-0. Willi Worpitzky scoorde twee keer en Helmut Röpnack en Otto Dumke één keer, de andere doelpuntenmakers zijn niet meer bekend. 
Willi von der Weppen scoorde in de tweede helft voor Duisburg het winnende doelpunt. 
Bij de replay van Freiburg-Stuttgart zette August Falschlunger Freiburg op voorsprong in de 24ste minuut, drie minuten later maakte Stuttgart gelijk en scoorde vier keer op tien minuten. Ingo Hanselmann scoorde twee keer en Menger en Rudolf Ahorn één keer. In de 43ste minuut miste Karl Reich nog een strafschop voor de Cickers. Na de rust bracht Gibbs de stand op 2-4, maar drie minuten later zette Eugen Merkle de 2-5 op het bord.

### Halve finale
| Datum       | Teams                  | Teams | Teams                     | Uitslag   | Stadion                            |
| 17 mei 1908 | FC Wacker Leipzig      | –     | Berliner TuFC Viktoria 89 | 0:4 (0:2) | Maagdenburg, Platz von Victoria 96 |
| 24 mei 1908 | FC Stuttgarter Cickers | –     | Duisburger SpV            | 5:1 (2:0) | Frankfurt am Main, Hermannia-Platz |

Worpitzky scoorde al twee keer voor de rust tegen Wacker en na de rust maakten ook Röpnack en Dumke nog een goal. 
Duisburg hield een half uur stand tegen de Cickers, maar dan scoorden Hanselmann en Reich. Na nog twee goals van Rudolf Ahorn maakte Duisburg nog een eigendoelpunt en de 5-1 eerredder. 

### Finale
| Datum       | Teams                     | Teams | Teams                  | Uitslag   | Stadion                 |
| 7 juni 1908 | Berliner TuFC Viktoria 89 | –     | FC Stuttgarter Cickers | 3:1 (1:0) | Berlijn, Germania-Platz |

Viktoria trad in volle sterkte aan terwijl bij de Cickers Otto Löble (geen vrijstelling van de legerdienst) en Karl Reich (geblesseerd) ontbraken. Worpitzky zette al na zes minuten de 1-0 op het bord. Daarna duurde het tot de 84ste minuut alvorens Worpitzky zijn tweede goal maakte. Twee minuten later maakte Rudolf Ahorn nog de aansluitingstreffer, maar in de 89ste minuut maakte Helmut Röpnack de 3-1. 

## Topschutters
|    | Speler          | Club                      | Goals |
| -- | --------------- | ------------------------- | ----- |
| 1. | Willi Worpitzky | Berliner TuFC Viktoria 89 | 6     |
| 2. | Rudolf Ahorn    | FC Stuttgarter Cickers    | 4     |
| 3. | Ingo Hanselmann | FC Stuttgarter Cickers    | 3     |
| 3. | Helmut Röpnack  | Berliner TuFC Viktoria 89 | 3     |